# Heiligenberg (Germania)
Heiligenberg è un comune tedesco di 2 910 abitanti, situato nel land del Baden-Württemberg.